# Lusterko wsteczne

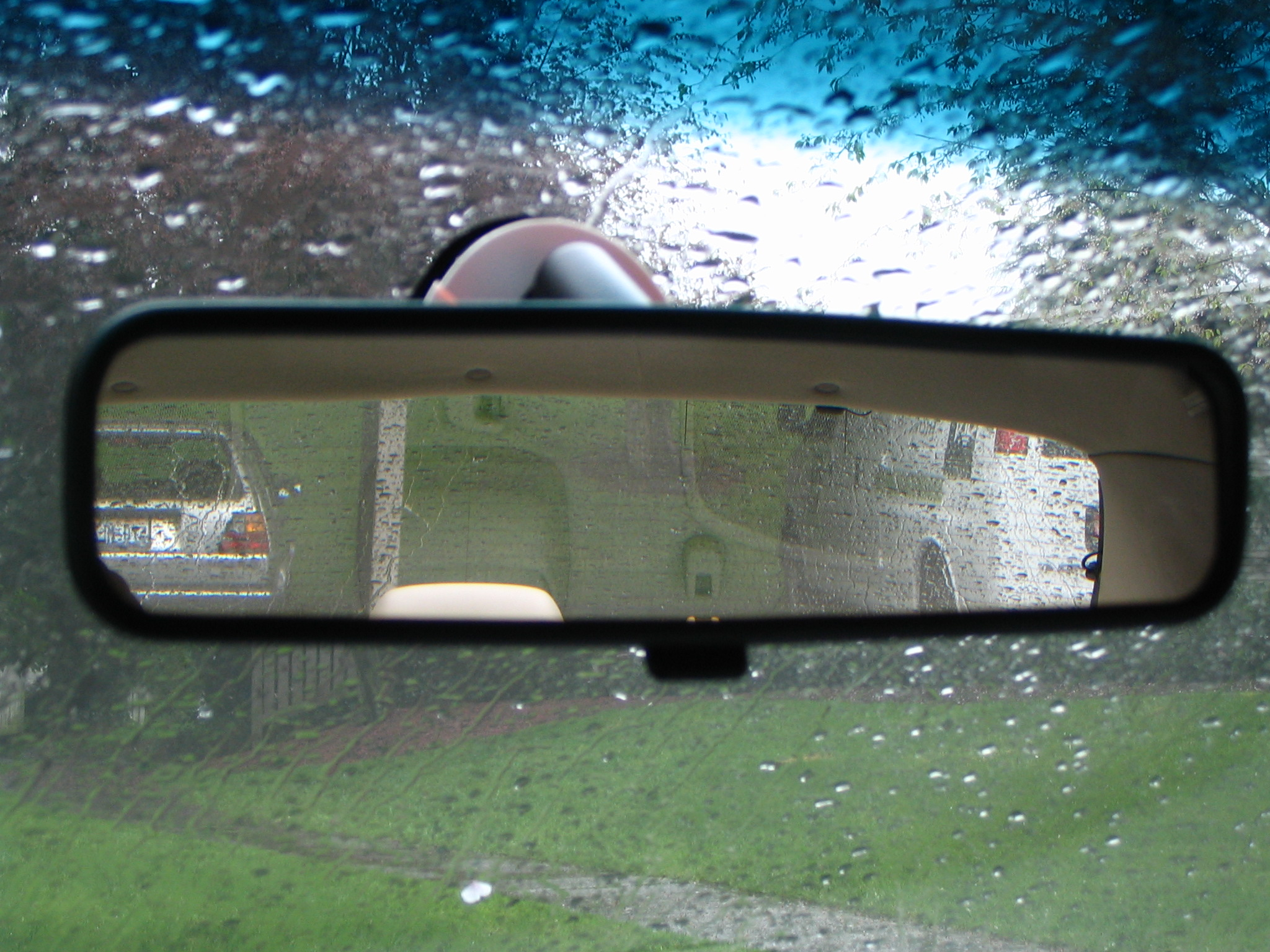
Lusterko wsteczne wewnętrzne

Lusterko wsteczne – element wyposażenia pojazdu ułatwiający kierowcy obserwację przestrzeni z tyłu i z boków pojazdu.
Lusterko wsteczne po raz pierwszy w pojeździe samochodowym zastosował  amerykański kierowca  Ray Harroun podczas inauguracyjnego wyścigu Indianapolis 500 w 1911 roku.

## Uwarunkowania prawne

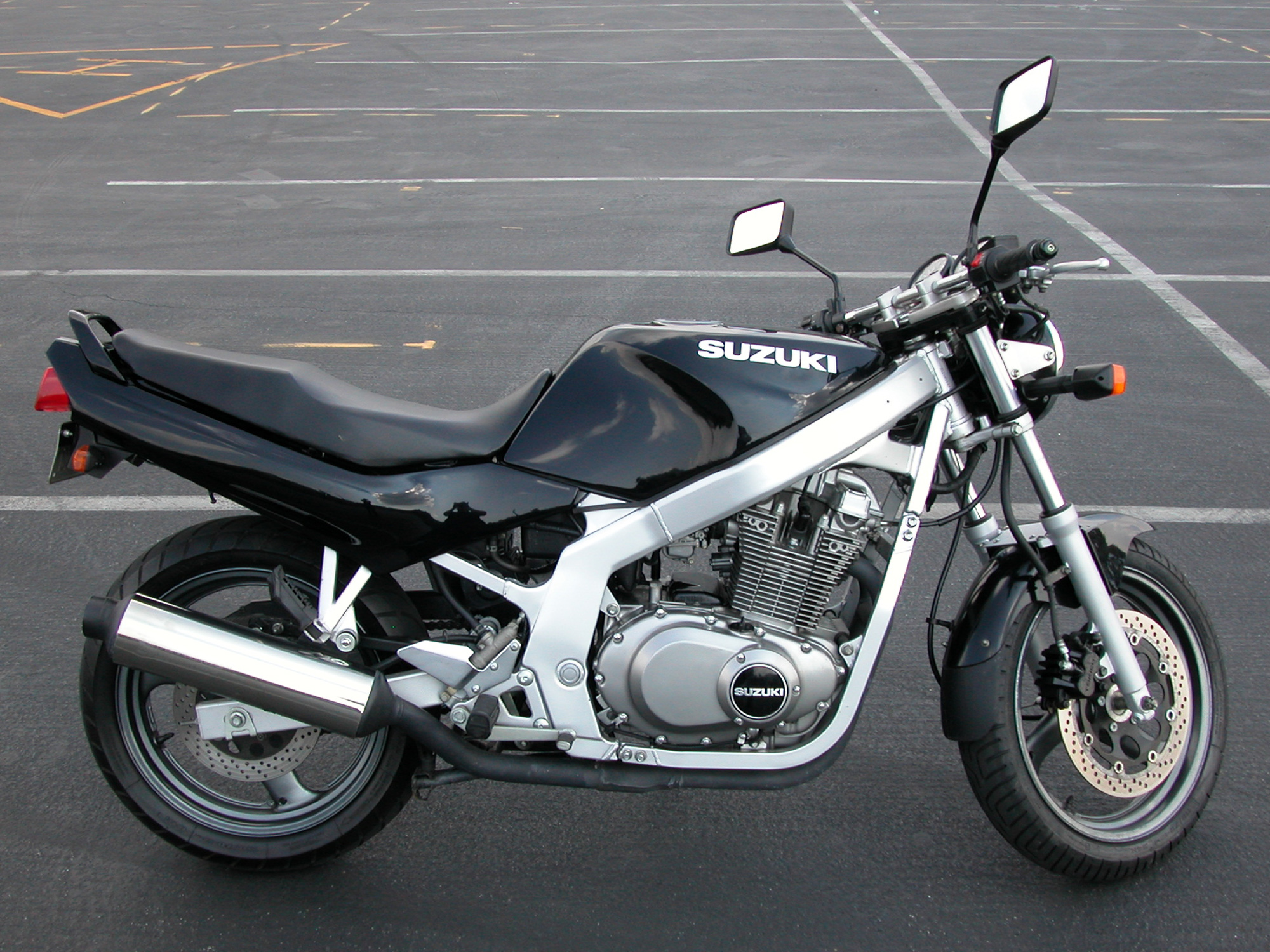
Motocykl z dwoma lusterkami wstecznymi

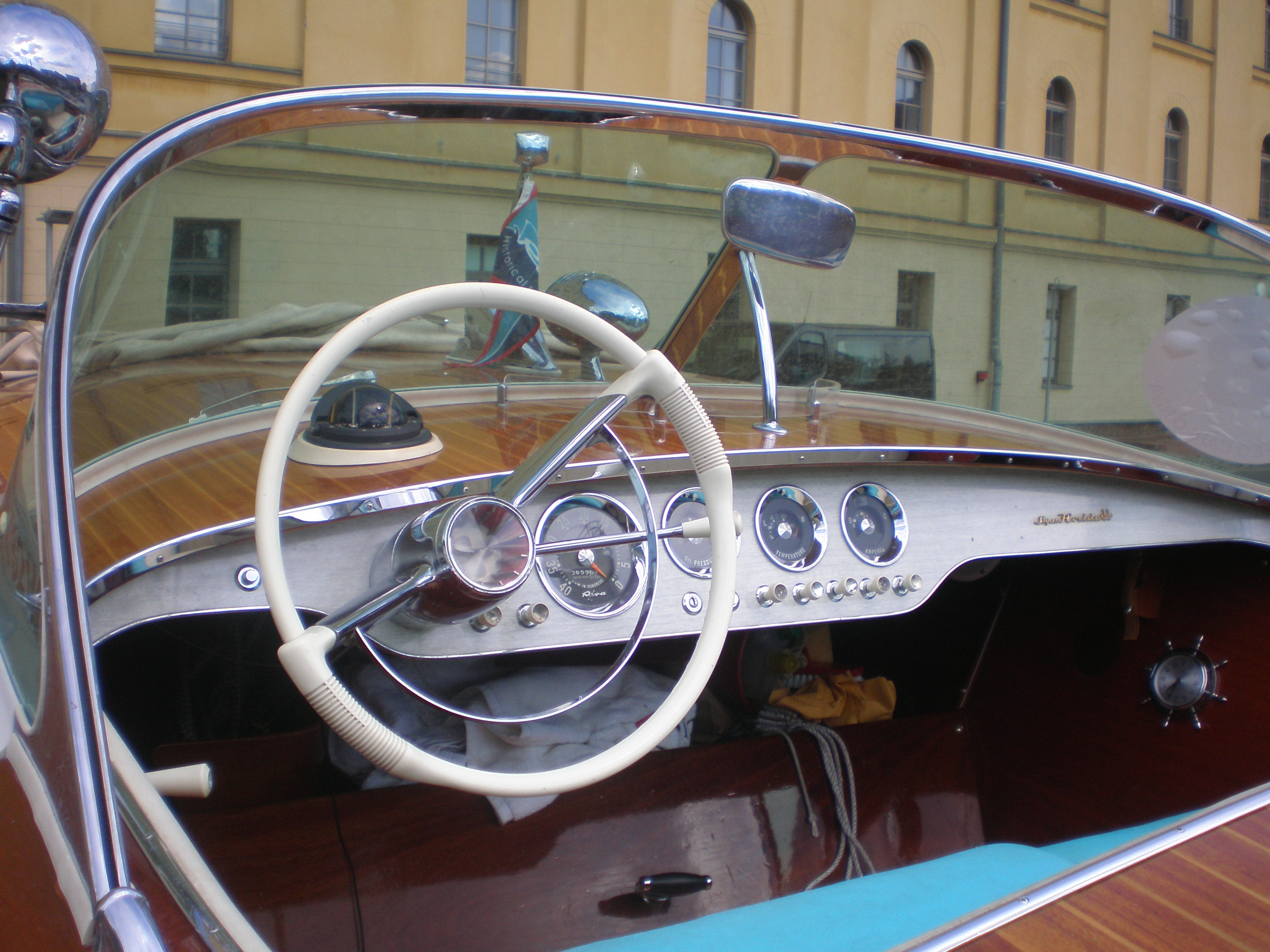
Lusterko wsteczne w motorówce

Zależnie od rodzaju i kategorii pojazdu oraz regulacji prawnych danego państwa lusterka wsteczne są wyposażeniem obowiązkowym lub opcjonalnym.
W Polsce odnośnie do pojazdów poruszających się po drogach publicznych aktualnie (maj 2011) reguluje to Rozporządzenie Ministra Infrastruktury z 2002 r.
Rozporządzenie to mówi o lusterkach - zapewniających  kierującemu niezbędną dla bezpieczeństwa ruchu widoczność do tyłu - i rozróżnia lusterka wewnętrzne oraz mocowane po lewej lub po obu stronach pojazdu lusterka zewnętrzne.

## Rozwiązania techniczne
Powierzchnia odbijająca lusterka bywa płaska lub wypukła (sferyczna). Lusterka sferyczne mają większe pole widzenia, jednak zmieniają perspektywę obrazu, co może utrudniać ocenę odległości.

## Cyfrowe lusterko wsteczne
Rozwiązanie, w którym w miejscu lusterka wstecznego znajduje się ekran wyświetlający w czasie rzeczywistym obraz z kamery zamontowanej z tyłu pojazdu. System może bazować na własnej kamerze lub korzystać z kamery cofania oraz występować obok tradycyjnego, analogowego lusterka. Rozwiązanie zostało wprowadzone w niektórych modelach samochodów osobowych – stosują je m.in. Toyota, Lexus, Nissan i Cadillac. Znalazło również zastosowanie w autach wyścigowych. 

## Cyfrowe lusterko boczne

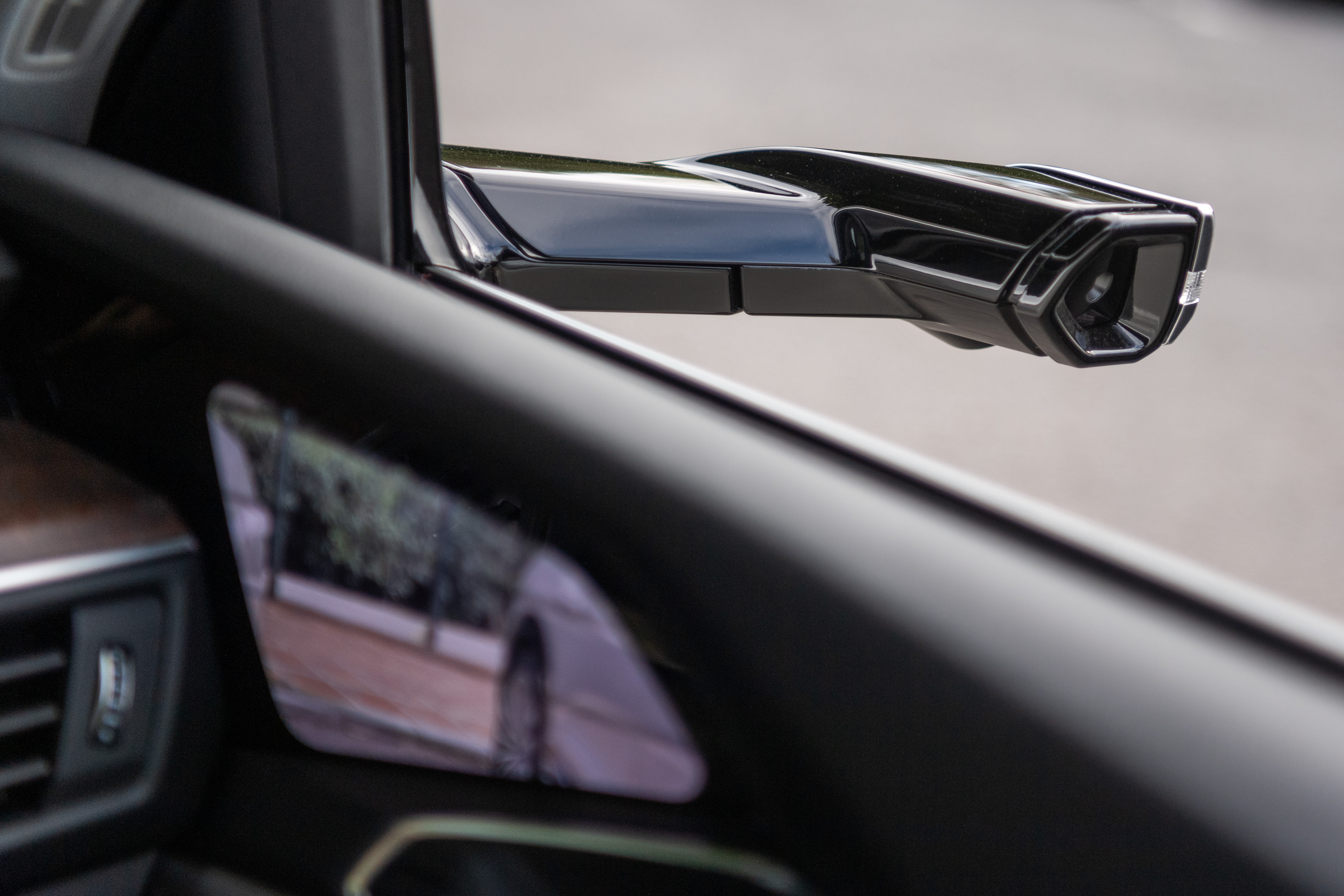
Cyfrowe lusterko boczne

Niektóre modele samochodów są dostępne również z kamerami zastępującymi lusterka boczne. Pierwszym masowo produkowanym autem z takim rozwiązaniem był Lexus ES.